# Mitrella nympha
Mitrella nympha là một loài ốc biển, là động vật thân mềm chân bụng sống ở biển trong họ Columbellidae.

## Miêu tả
Loài này có kích thước giữa 9 mm and 13 mm

## Phân bố
Chúng phân bố ở Biển Đỏ và dọc theo Philippines